# Gymnachirus texae
Espèce
Gymnachirus texae est une espèce de poissons pleuronectiformes appartenant à la famille des Achiridae.

## Distribution
Cette espèce de poisson se trouve dans le Golfe du Mexique, de la Floride au Yucatan.